# Milda Valčiukaitė
Milda Valčiukaitė est une rameuse lituanienne, née le 24 mai 1994.

## Palmarès

### Jeux olympiques
- 2016 à Rio de Janeiro (Brésil)
  -  Médaille de bronze en deux de couple.

### Championnats du monde
- 2014, à Amsterdam ( Pays-Bas)
  - 4e en Deux de couple
- 2013, à Chungju ( Corée du Sud)
  -  Médaille d'or en Deux de couple

### Championnats d'Europe
- 2015, à Poznań ( Pologne)
  -  Médaille d'argent en Deux de couple
- 2014, à Belgrade ( Serbie)
  -  Médaille d'argent en Deux de couple
- 2013, à Séville ( Espagne)
  -  Médaille d'or en Deux de couple